# Artesa de Segre
Artesa de Segre est une commune de la province de Lérida, en Catalogne, en Espagne, de la comarque de Noguera

## Personnalités
- Rossend Marsol Clua, journaliste et écrivain né à Artesa de Segre en 1922.
- Conxita Marsol Riart, née en 1960, femme politique[1]